# Операція 1001-Фромборк

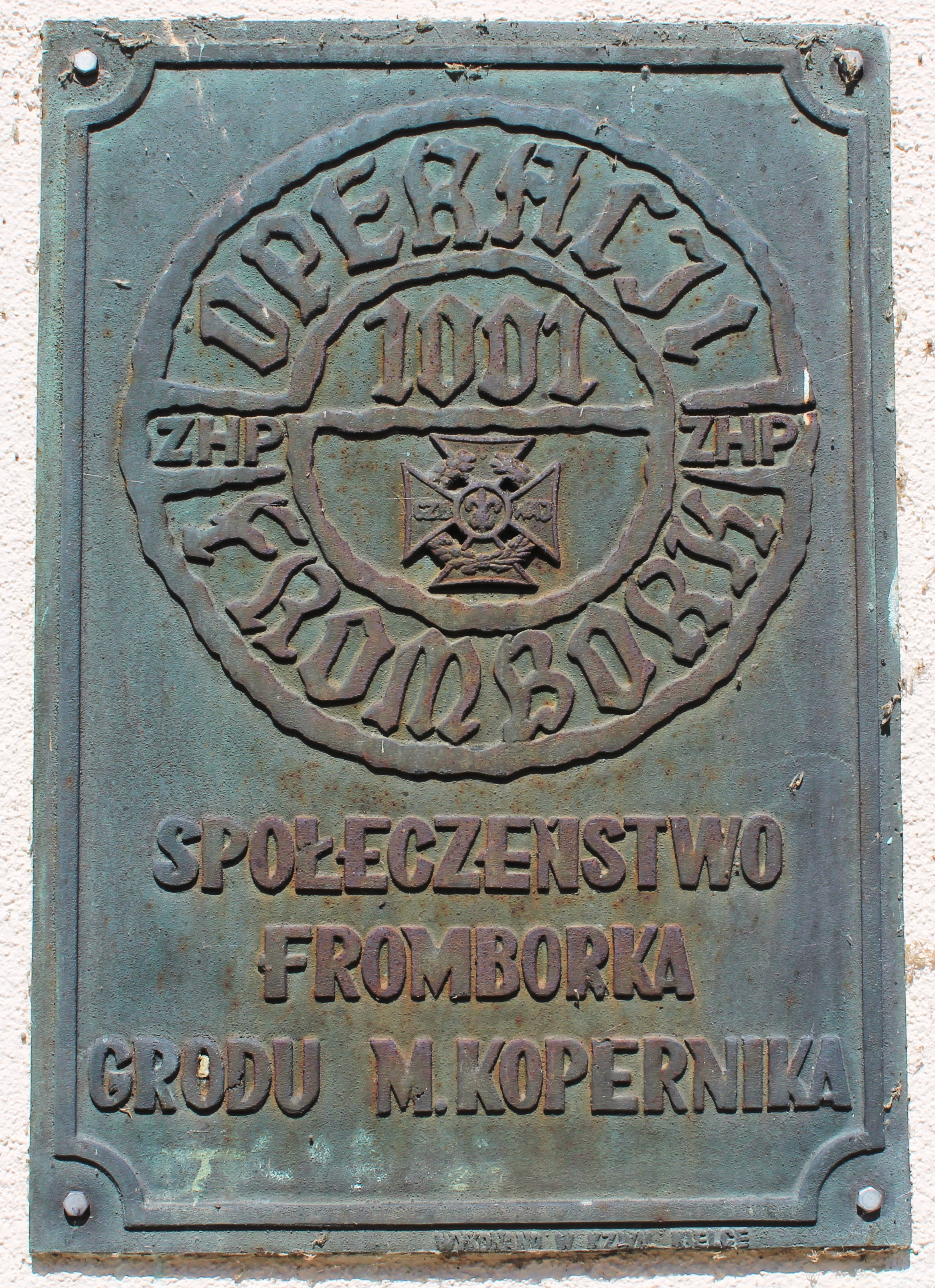
Таблиця в Фромборку, що увіковічнює "Операцію 1001-Фромборк".

«Операція-1001 Фромборк» — скаутська акція відбудови зруйнованого під час Другої світової війни міста Фромборк.

## Вибір міста і оголошення акції
Фромборк був обраний місцем найбільшої польської скаутської акції в історії. Причин для цього рішення було кілька: після Другої світової війни міста практично не існувало (деякий час, до 1959 року, воно навіть втратило свої муніципальні права), воєнні руйнування поглинули 80% його забудов, та найважливішою причиною, однак, була підготовка грандіозних святкувань до 500-річчя від дня народження Миколая Коперника в 1973 році. Фромборк, в якому Миколай Коперник жив і працював багато років, де помер і був похований, чудово вписався в пропагандистсько-політичні дії влади щодо просування розквіту країни.

Ідея акції виникла в 1965 році, а рішення про її реалізацію було прийнято 29 березня 1966 року в Ольштині на засіданні Ради за участю влади Ольштинського воєвудства і Браневського повіту а також міста Фромборк. Були також присутні Шеф уряду ради міністрів (аналог прем'єр-міністра), міністр Януш Вєчорек і Начальник СПС (Союзу польського скаутингу — пол. ZHP — Związek Harcerstwa Polskiego) Віктор Кінецький.

Назва акції повинна була нагадувати 1001 річницю створення польської держави, хоча початком акції подають як 1966, так і 1967 роки.

## Перебіг
У 1966-1973 роках, в рамках дії Союзу польського скаутингу під кодовим ім'ям "Операція 1001-Фромборк" від 30 до 46 тисяч інструкторів, скаутів хлопців та дівчат з професійно-технічних та призакладних шкіл провели акцію відновлення Фромборка. 2391 з них за свою роботу, що тривали не менше трьох турів, отримали найвищу відзнаку — Звання почесного громадянина Фромборка (пол. HOF — Honorowy Obywatel Fromborka). «Операція 1001-Фромборк» підготувала святкування 500-річчя з дня народження Миколая Коперника (рік Коперника).

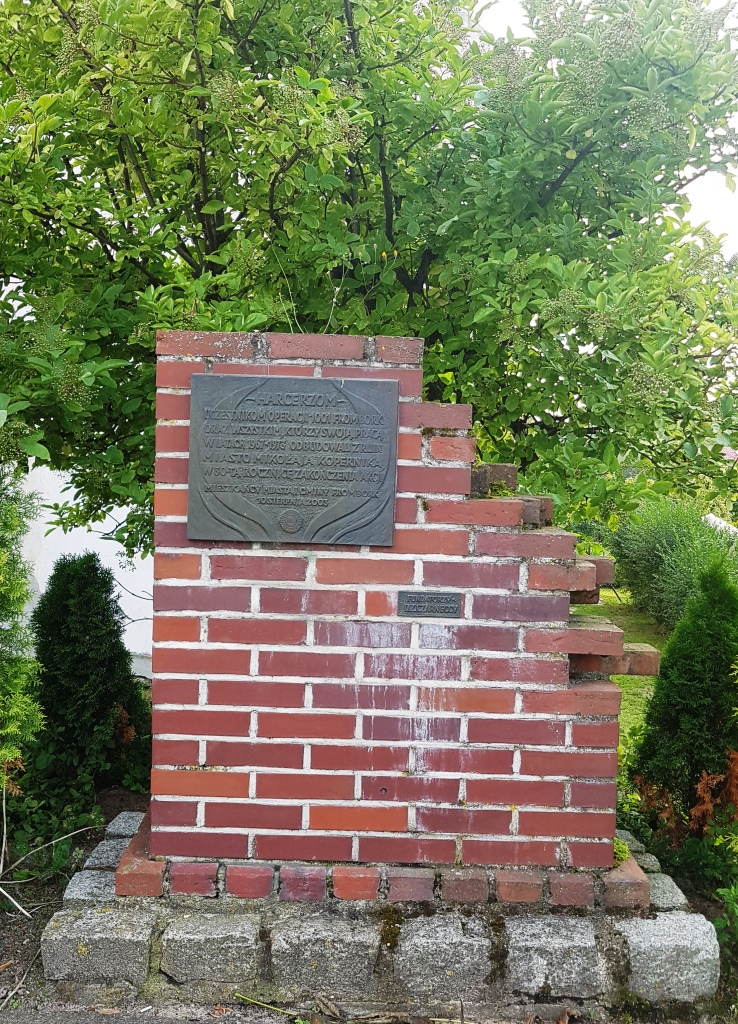
Таблиця при водяній вежі, із присвятою: "Скаутам учасникам Операції-1001 Фромборк а також усім, хто своєю працею в 1967-1973 роках відбудовували з руїн місто Миколи Коперника”.

Акція була спрямована на відновлення міста, яке було серйозно пошкоджено під час Другої світової війни — були закладені вулиці та тротуари, висаджено дерева, відновлено будівлі. Кампанія була профінансована, серед іншого, шляхом продажу цеглинок ("коперників").
Керівником акцій від імені штаб-квартири СПС був Іренеуш Секула.

## Вплив на інші акції
«Операція Фромборк-1001» також надихнула на інші акції, організовані Союзом польського скаутингу. У 1975 році СПС, використовуючи досвід Фромборка, організував чергову велику акцію «Операція Бєщади '40». У 80-их роках, без особливого резонансу, були спроби реактивувати акцію в Фромборку під кодовою назвою "Операція 2001 Фромборк".

## Увіковічнення
З нагоди наближення 40-річчя закінчення «Операції 1001-Фромборк», на прохання заступника голови Союзу польського скаутингу, Рафала М.Сохи 18 листопада 2012 року Верховна Рада СПС ухвалила резолюцію, в якій схвалила ініціативу зустрічі з почесними громадянами Фромборка через 40 років після закінчення операції. В той же час вона висловила сподівання, що ця зустріч стане великим досвідом для її учасників, а також дасть змогу дізнатися про досягнення СПС та пізнати чарівність міста Коперника сучасними скаутами. В Резолюції висловлено подяку органам місцевого самоврядування Фромборку за пам'ять про операцію, доброзичливість та підтримку скаутських дій.